# Phelliactis lophohelia
Phelliactis lophohelia is een zeeanemonensoort uit de familie Hormathiidae.
Phelliactis lophohelia is voor het eerst wetenschappelijk beschreven door Riemann-Zurneck in 1973.